# Ciudad BBVA
La Ciudad BBVA es un complejo de siete edificios que alberga la actual sede operativa de la entidad bancaria española Banco Bilbao Vizcaya Argentaria. El edificio principal conocido como La Vela se alza en el centro del complejo y tiene 93 metros de altura y 19 pisos. Se encuentra en el barrio de Las Tablas, en Madrid, y es accesible desde la A-1 (Autovía del Norte) y la ronda de circunvalación M-40.

## Descripción
Se trata de un complejo de ocho edificios horizontales de tres alturas. Cada uno de los edificios horizontales recibe el nombre de un continente, denominándose Oceanía, Asia, Antártida, América del Norte, Europa, África, América del Sur y Zelandia. Las calles que los separan tienen por nombre el de los mares y océanos que unen los continentes, siendo estas las calles Pacífico, Índico, Mediterráneo, Atlántico y Caribe. En el centro se sitúa una plaza circular de 100 metros de diámetro donde se erige el edificio principal, una torre elíptica irregular denominada La Vela. Se trata de un edificio de 93 metros de altura y 19 pisos, con 82 metros de diámetro y tan solo 16 metros de ancho. Con tal de conseguir la forma de vela se diseñaron un total de 35 radios de curvatura diferentes repartidos por el exterior de las 19 plantas. El nombre fue elegido entre sus empleados a través de un concurso de ideas. El complejo consta de un total de 114 000 metros cuadrados de espacio para oficinas y su construcción tuvo un coste aproximado de 620 millones de euros, aunque otras fuentes cifran la inversión final en 900 millones.

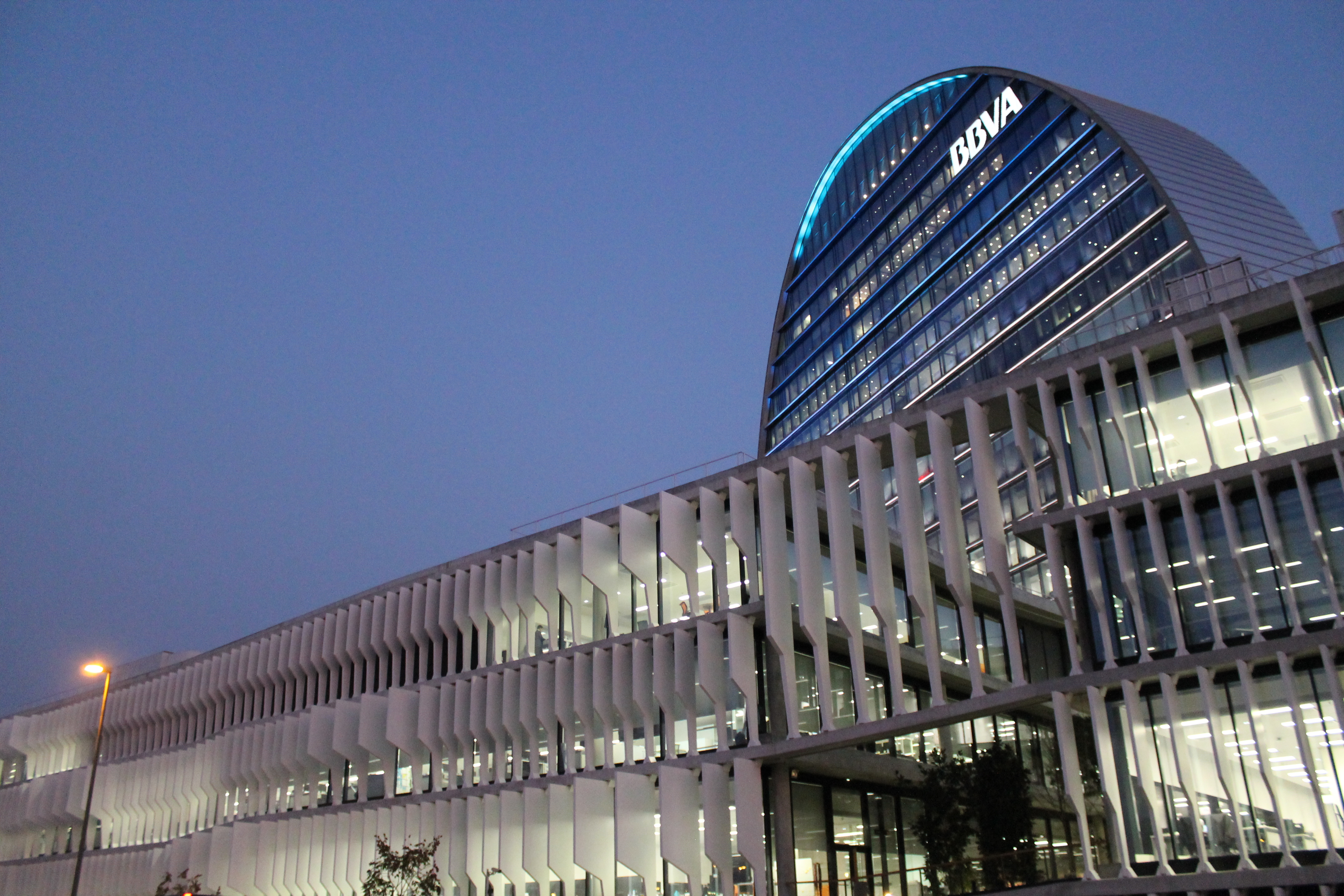
Ciudad BBVA noche

## Diseño
El complejo fue diseñado por firma de arquitectura suiza Herzog & De Meuron, ganadora del Premio Pritzker, y obtuvo la certificación LEED Oro por parte del U.S. Green Building Council (USGBC), uno de los estándares de construcción sostenible más exigentes del mundo. En 2014 recibió la certificación de gestión medioambiental ISO 14001.
Para la insonorización frente al exterior se ha empleado una doble capa de dos cristales separados por gas argón.